# Eurocopter Tiger
Eurocopter Tiger este un elicopter de atac/antitanc modern, utilizat de Franța, Germania și Spania.

## Utilizare

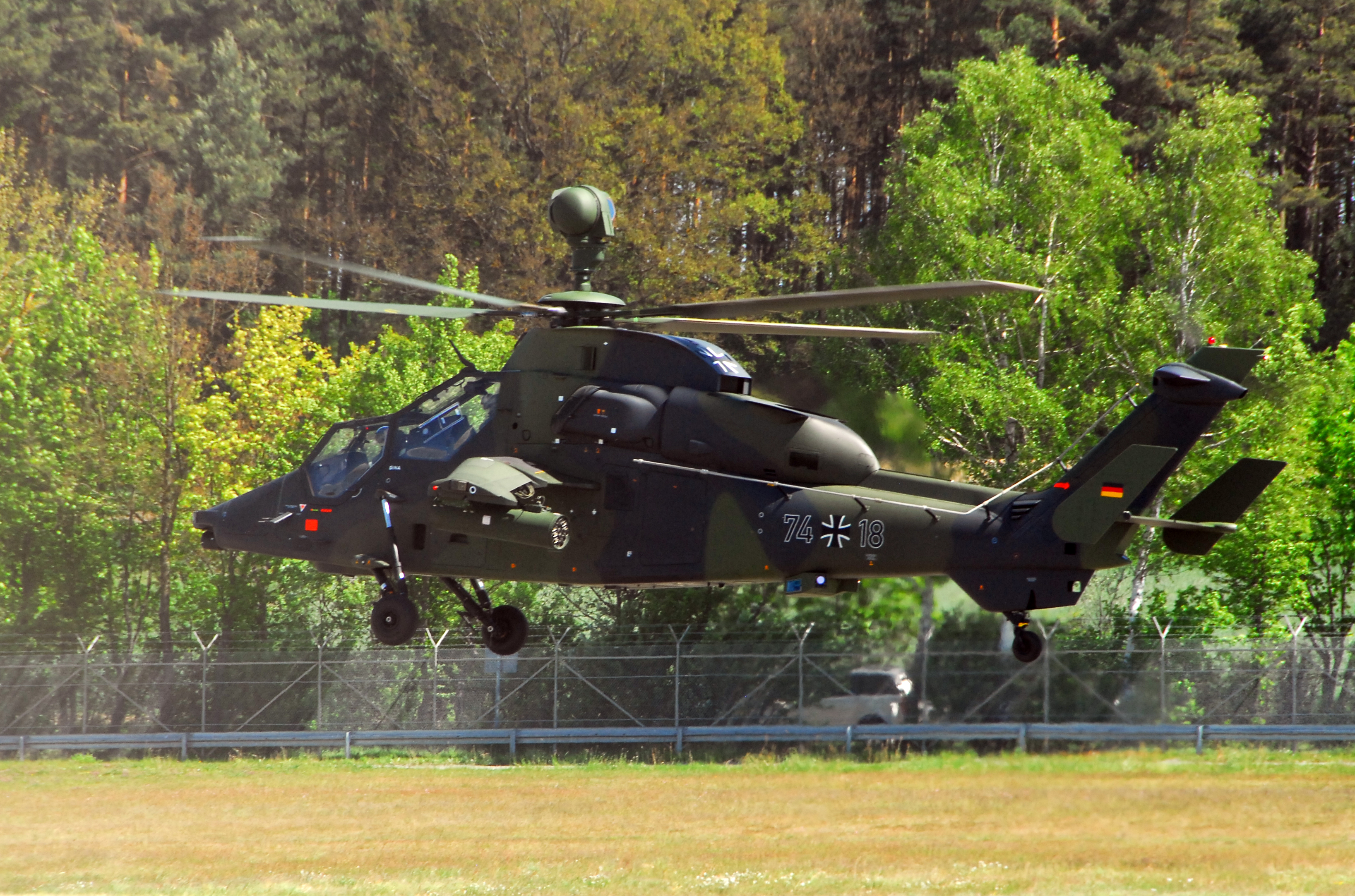
Eurocopter UH Tiger german

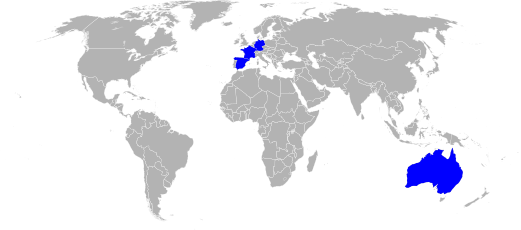
Operatorii elicopterului în lume

Australia
- Armata Australiană

 Franța
- Armata Franceză

 Germania
- Armata Germană

 Spania
- Armata Spaniolă